# روبرت هيبوليت شودات
روبرت هيبوليت شودات (1865-1934) (بالإنجليزية: Robert Hippolyte Chodat)‏ هو عالم نبات سويسري.